# Stripsipher monochrous
Stripsipher monochrous är en skalbaggsart som beskrevs av Leon Fairmaire 1894. Stripsipher monochrous ingår i släktet Stripsipher och familjen Cetoniidae. Inga underarter finns listade i Catalogue of Life.